# Бретя-Стреюлуй
Бретя-Стреюлуй (рум. Bretea Streiului) — село у повіті Хунедоара в Румунії. Входить до складу комуни Бретя-Ромине.
Село розташоване на відстані 278 км на північний захід від Бухареста, 25 км на південь від Деви, 132 км на південь від Клуж-Напоки, 137 км на схід від Тімішоари.

## Населення
За даними перепису населення 2002 року у селі проживала 281 особа, з них 278 осіб (98,9%) румунів. Усі жителі села рідною мовою назвали румунську.